# Johan Brohult
Johan Axel Brohult, född 6 maj 1935 i Uppsala, död 29 november 2010 i Bromma församling i Stockholm, var en svensk politiker (nydemokrat) och riksdagsledamot under mandatperioden 1991–1994 för Göteborgs kommuns valkrets på plats 208.
Johan Brohult var suppleant i riksdagens valberedning och talmanskonferensen samt ledamot i socialutskottet. Han blev senare politisk vilde i Sveriges riksdag under 1993 efter att ha deklarerat sitt tänkta avhopp i riksdagens talarstol i december 1992. Istället röstade han med Moderata samlingspartiet och blev senare medlem i partiet. År 1994 återvände han kort till Ny demokrati men hoppade av igen på våren.
Innan Johan Brohult blev riksdagsledamot arbetade han som docent, klinisk läkare, överläkare, universitetslektor och studierektor för medicinstuderande vid Södersjukhuset i Stockholm samt bodde i Bromma. Han funderade på att gå med i kristdemokraterna men valde istället Ny demokrati och ville bland annat satsa på sjukvården. I riksdagen var Brohult vice gruppledare för partiet.